# Unité urbaine du Grau-du-Roi
L'unité urbaine du Grau-du-Roi  est une unité urbaine française constituée autour de la ville du Grau-du-Roi (Gard).

## Données générales
En 2010, selon l'Insee, l'unité urbaine était composée de deux communes.
En 2020, à la suite d'un nouveau zonage, elle est composée des deux mêmes communes.
En 2022, avec 17 021 habitants, elle occupe le 31e rang dans la région Occitanie.

## Composition 2020 de l'unité urbaine
Elle est composée des deux communes suivantes :
| Nom                            | Code Insee | Département | Statut       | Superficie (km2) | Population (dernière pop. légale) | Densité (hab./km2) | Modifier                                    |
| ------------------------------ | ---------- | ----------- | ------------ | ---------------- | --------------------------------- | ------------------ | ------------------------------------------- |
| La Grande-Motte (ville-centre) | 34344      | Hérault     | ville-centre | 10,58            | 8 508 (2022)                      | 804                | modifier les données · modifier les données |
| Le Grau-du-Roi                 | 30133      | Gard        | banlieue     | 54,73            | 8 513 (2022)                      | 156                | modifier les données · modifier les données |

## Évolution démographique
| 1968  | 1975  | 1982  | 1990   | 1999   | 2010   | 2015   | 2022   |
| ----- | ----- | ----- | ------ | ------ | ------ | ------ | ------ |
| 3 410 | 6 128 | 8 091 | 10 269 | 12 333 | 16 618 | 17 189 | 17 021 |

#### Données générales
- Unité urbaine
- Aire d'attraction d'une ville
- Liste des unités urbaines de France

#### Données démographiques en rapport avec l'unité urbaine du Grau-du-Roi
- Aire d'attraction du Grau-du-Roi
- Aire d'attraction de Montpellier
- Arrondissement de Nîmes
- Arrondissement de Montpellier

#### Données démographiques en rapport avec le Gard et l'Hérault
- Démographie du Gard
- Démographie de l'Hérault